# 高知県の観光地

四万十川

高知県の観光地（こうちけんのかんこうち）では、高知県にある主な観光地などについて述べる。

## 対象別

### 文化財など

#### 国宝建築
- 豊楽寺 薬師堂（大豊町）[1]

- 豊楽寺 薬師堂（国宝）

#### そのほかの国宝
- 古今和歌集巻第廿 高野切本（南国市・高知県立歴史民俗資料館）
- 金銅荘環頭大刀拵大刀身（日高村・小村神社）

#### 国の名勝
- 竹林寺庭園（高知市）
- 室戸岬（室戸市）四国八十八景22番
- 入野松原（黒潮町）

#### 名所
- 桂浜（高知市）龍馬像と太平洋が四国八十八景26番
- 足摺岬（土佐清水市）足摺宇和海国立公園、クルーズが四国八十八景40番
- 別府渓谷（香美市）剣山国定公園
- 龍河洞（香美市）天然記念物・史跡
- 安居渓谷（仁淀川町）県立自然公園、水晶淵が四国八十八景30番、
- 中津渓谷（仁淀川町）県立自然公園、雨竜の滝が四国八十八景31番、
- 四万十川（四万十市ほか）日本三大清流

- 室戸岬
- 桂浜
- 足摺岬
- 別府渓谷

#### 特別天然記念物
- 高知市のミカドアゲハおよびその生息地（高知市天神町・筆山町・塩屋崎町）
- 杉の大スギ（大豊町）
- 土佐のオナガドリ・ カモシカ・カワウソ（地域を定めず指定）

#### 重要伝統的建造物群保存地区
- 吉良川町（室戸市）
- 土居廓中（安芸市）

- 杉の大スギ
- 吉良川町
- 土居廓中

#### 重要文化的景観
- 四万十川流域の文化的景観 源流域の山村
- 四万十川流域の文化的景観 上流域の山村と棚田
- 四万十川流域の文化的景観 上流域の農山村と流通・往来
- 久礼の港と漁師町の景観
- 四万十川流域の文化的景観 中流域の農山村と流通・往来
- 四万十川流域の文化的景観 下流域の生業と流通・往来

#### 重要文化財・史跡等
- 高知城
（重要文化財）
- 旧山内家下屋敷長屋
（重要文化財）
- 岡豊城
（国の史跡）

#### 文化施設
博物館・美術館
水族館
- 桂浜水族館
- むろと廃校水族館

- 高知県立坂本龍馬記念館
- 梼原町立歴史民俗資料館
- 高知県立美術館
- 香美市立やなせたかし記念館

#### その他
- 室戸ジオパーク

### 公園等

#### 国立・国定公園・国営公園
- 国立公園
  - 足摺宇和海国立公園
- 国定公園
  - 石鎚国定公園
  - 剣山国定公園
  - 室戸阿南海岸国定公園
- 国営公園
  - 無し

#### ラムサール条約登録地
- 無し

#### 県立自然公園
- 手結住吉県立自然公園
- 奥物部県立自然公園
- 白髪山県立自然公園
- 横倉山県立自然公園
- 横浪県立自然公園
- 入野県立自然公園
- 宿毛県立自然公園
- 龍河洞県立自然公園
- 中津渓谷県立自然公園
- 須崎湾県立自然公園
- 興津県立自然公園
- 安居渓谷県立自然公園
- 四国カルスト県立自然公園
- 北山県立自然公園
- 魚梁瀬県立自然公園
- 梶ヶ森県立自然公園
- 鷲尾山県立自然公園
- 工石山陣ヶ森県立自然公園

#### 県立都市公園
- 室戸広域公園
- 春野総合運動公園
- 土佐西南大規模公園
- 安芸広域公園
- 野市総合公園
- 高知公園
- 五台山公園
- 種崎千松公園
- 鏡野公園
- 鏡川緑地
- 高知空港 緑の広場
- 池公園

- 中津渓谷県立自然公園
- 安居渓谷県立自然公園
- 梶ヶ森県立自然公園
- 土佐西南大規模公園四万十地区下田エリア

#### 大型公園・動物園・植物園・遊園地
大型公園
動物園・植物園・遊園地
- 高知県立のいち動物公園
- わんぱーくこうちアニマルランド
- 高知県立牧野植物園

- 筆山公園
- トンボ自然公園
- 高知県立のいち動物公園
- 高知県立牧野植物園

#### 恋人の聖地
- 大山岬（太平洋を望む伊尾木漁港石積堤）
- 室戸岬展望台・灯台・スカイライン山頂
- 鯨が泳ぐ海が見える丘展望台 / 黒潮町

- 大山岬
- 室戸岬展望台
- 室戸岬灯台
- 鯨が泳ぐ海が見える丘展望台

### 祭事・行事
- よさこい祭:高知市
- どろめ祭り:香南市
- まんが甲子園：高知市
- 室津郷馬子唄:室戸市
- 砂浜Tシャツアート展（砂浜美術館）:黒潮町（四国八十八景37番）

- よさこい祭
- 砂浜Tシャツアート展

## 地域別

### 東部

#### 安芸地域
- 安芸市 - 岩崎弥太郎生家、伊尾木洞、安芸駅ぢばさん市場、野良時計、道の駅大山、内原野陶芸館、土居廓中
- 室戸市 - 室戸岬・室戸ジオパーク（乱礁遊歩道、御厨人窟・神明窟、室戸世界ジオパークセンター、室戸スカイライン、びしゃご岩、室戸岬灯台など）、室戸ドルフィンセンター、むろと廃校水族館、道の駅キラメッセ室戸、中岡慎太郎像、最御崎寺、津照寺、金剛頂寺、シレストむろと、青年大師像、室戸海洋深層水アクア・ファーム、室津郷馬子唄
- 東洋町 - 白浜海水浴場、生見海岸
- 奈半利町 - 野根山街道高札場
- 田野町 - 道の駅田野駅屋、岡御殿
- 安田町 - 神峯寺、神峯神社
- 馬路村 - 馬路温泉、ゆずの森加工場、馬路森林鉄道
- 北川村 - 北川村モネの庭マルモッタン（四国八十八景23番）、中岡慎太郎館、北川温泉、不動の滝
- 芸西村 - レストラン シーハウス（四国八十八景24番）

- 野良時計
- 伊尾木洞
- 最御崎寺
- レストラン シーハウス

### 中部

#### 高知市
- 高知市 - ひろめ市場、高知城（四国八十八景27番）、桂浜、土佐の日曜市、高知県立坂本龍馬記念館、はりまや橋、牧野植物園、種間寺、竹林寺、高知市立龍馬の生まれたまち記念館、善楽寺、日本サンゴセンター 宝石珊瑚資料館「35の杜」、高知県立高知城歴史博物館、坂本龍馬誕生地、雪蹊寺、五台山、土佐神社、桂浜水族館、わんぱーくこうちアニマルランド、高知県立美術館、高知よさこい情報交流館、立志社跡、高知市文化プラザかるぽーと、若宮八幡宮、横山隆一記念まんが館、高知県立文学館、高知市立自由民権記念館、天然温泉はるのの湯、大川筋武家屋敷資料館、旧関川家住宅、要法寺、旧山内家下屋敷長屋、ゴトゴト石、よさこい祭り、まんが甲子園

- はりまや橋
- 土佐神社

#### 嶺北地域
- 本山町 - 白髪山
- 大豊町 - 道の駅大杉、ラフティング、杉の大杉、ゆとりすとパークおおとよ（四国八十八景28番）
- 土佐町 - 早明浦ダム、稲叢山（新日本百名山）
- 大川村 - 白滝鉱山跡

- 早明浦ダム
- 稲叢山

#### 物部川地域
- 南国市 - 禅師峰寺、天然の湯 ながおか温泉、西島園芸団地、土佐国分寺、道の駅南国風良里、高知県立歴史民俗資料館、琴平神社、長尾鶏センター
- 香南市 - のいち動物公園、大日寺、四国自動車博物館、夫婦岩、道の駅やす、絵金蔵、ヤ・シィパーク、手結港可動橋、どろめ祭り
- 香美市 - 龍河洞（龍河洞博物館、龍河洞珍鳥センターなど）、香美市立やなせたかし記念館、轟の滝（四国八十八景25番）

- 土佐国分寺
- 夫婦岩
- 絵金蔵
- 龍河洞

#### 仁淀川地域
- 土佐市 - 青龍寺、清瀧寺、ホエールウォッチング、仁淀川
- いの町 - いの町紙の博物館、寒風山、道の駅633美の里、瓶ヶ森、道の駅土佐和紙工芸村、道の駅木の香、伊吹山、蘇鶴温泉、にこ淵（四国八十八景29番）
- 佐川町 - 佐川地質館、牧野公園
- 仁淀川町 - 仁淀川、安居渓谷、中津渓谷、ひょうたん桜、中越家のしだれ桜
- 越知町 - 仁淀川、横倉山自然の森博物館、大樽の滝
- 日高村 - 小村神社

- にこ淵
- いの町紙の博物館
- 大樽の滝

### 西部

#### 高幡地域
- 檮原町 - 四国カルスト五段高原（四国八十八景32番）、梼原町立歴史民俗資料館
- 津野町 - 四国カルスト天狗高原（四国八十八景33番）
- 須崎市 - 道の駅かわうその里すさき、桑田山温泉、横浪黒潮ライン、大善寺
- 中土佐町 - 久礼大正町市場、黒潮本陣温泉、双名島
- 四万十町 - 道の駅あぐり窪川、海洋堂かっぱ館・海洋堂ホビー館四万十、岩本寺、道の駅四万十大正、道の駅四万十とおわ（四国八十八景34番）、興津海岸、松葉川温泉

- 四国カルスト
- 大善寺
- 双名島（中土佐町久礼湾）
- 岩本寺

#### 幡多地域
- 四万十市 - 四万十川｛佐田の沈下橋、四万十・川の駅 カヌー館、四万十川観光遊覧船、カヌーとキャンプの里かわらっこ（四国八十八景35番）、入田ヤナギ林（四国八十八景36番）など｝、トンボ自然公園（四万十川学遊館など）、物産館サンリバー四万十、土佐西南大規模公園（オートキャンプ場とまろっとなど）、四万十天文台、安並水車の里、入田桜堤、中村城址、全日本女郎ぐも相撲大会
- 宿毛市 - 道の駅すくも、七ツ洞、咸陽島（四国八十八景42番）、延光寺
- 土佐清水市 - 足摺岬（足摺岬灯台、白山洞門、臼碆、白山神社など）、竜串・見残し（四国八十八景41番）、金剛福寺、足摺海洋館、足摺海底館、ジョン万次郎銅像、唐人駄場遺跡、ジョン万次郎資料館、万次郎足湯、大岐の浜（四国八十八景39番）、あしずり温泉郷
- 黒潮町 - 道の駅なぶら土佐佐賀、入野海岸、砂浜Tシャツアート展（四国八十八景37番）
- 大月町 - 道の駅大月、柏島、大堂海岸
- 三原村 - 星ヶ丘公園・ヒメノボタンの里（四国八十八景38番）

- 中村城址
- 宿毛湾 咸陽島
- 足摺岬 スボノくち
- 竜串